# Глибока горлянка (Вотергейтський скандал)

Марк Фелт на прізвисько «Глибока горлянка»

Глибока горлянка є псевдонімом, наданим секретному інформатору, що надав інформацію в 1972 році Бобу Вудворду, який поділився ним з Карлом Бернштейном. Вудворд і Бернштейн були репортерами The Washington Post, а агент «Глибока горлянка» надав ключові подробиці про участь адміністрації президента США Річарда Ніксона в скандалі Уотергейт. У 2005 році, через 31 рік після відставки Ніксона і 11 років після смерті Ніксона, сімейний адвокат заявив, що цим агентом «Глибока горлянка» був колишній заступник директора Федерального бюро розслідувань (ФБР) Марк Фелт. На той момент Фелт страждав від деменції і раніше заперечував, що він є агентом, але Вудворд і Бернштейн підтвердили позов адвоката.

## Ідентичність
Про агента під псевдонімом «Глибока горлянка» широка громадськість вперше почула в лютому 1974 р. після виходу в світ книги « Всі люди президента» репортерів Washington Post Боба Вудворда і Карла Бернштейна, яка була через два роки екранізована, отримавши назву «Вся президентська рать». На думку авторів, агент «Глибока горлянка» був ключовим джерелом інформації за серією статей, за якими відкрили провадження по злочинах адміністрації Ніксона. Скандал врешті-решт привів до відставки президента Ніксона, а також до тюремних термінів для начальника штабу Білого дому Галдемана, Г. Гордона Лідді, Егіла Крога, радника Білого дому Чарльза Колсона, колишнього генерального прокурора США Джона Н. Мітчелла, Джона Діна і радника президента Джона Ерліхмана.
Говард Сімонс був редактором the Post під час Уотергейтського скандалу. Він назвав таємного інформатора «Deep Throat» (Глибока горлянка), натякаючи як на глибокий фоновий статус його інформації, так і на широко розпіарений порнографічний фільм 1950 року Deep Throat. Протягом понад 30 років особа «Глибокої горлянки» була однією з найбільших таємниць американської політики і журналістики, а також джерелом великого публічного інтересу та спекуляцій. Вудворд і Бернштейн наполягали на тому, що вони не будуть розкривати його особистість, доки він не помер або не погодиться розкрити її. Дж. Ентоні Лукас припустив, що агент «Глибока горлянка» — це Марк Фелт у своїй книзі « Кошмар: нижня частина Ніксонів років» (1976), яка була заснована на трьох статтях журналу «Нью-Йорк Таймс», але цю книгу розкритикували. Згідно зі статтею в Slate від 28 квітня 2003 року, Вудворд заперечив, що агент є частиною «розвідувального співтовариства» в інтерв'ю Playboy 1989 року
31 травня 2005 р. Vanity Fair зазначив, що Майкл Фелт був «Глибокою горлянкою» в статті на своєму вебсайті. Після того, як вибухнула історія «Vanity Fair», Вудворд, Бернштейн і Бенджамін К. Бредлі, виконавчий редактор the Post під час «Уотергейта», підтвердили, що Фелт і є агентом «Глибока горлянка». Л. Патрік Грей, колишній в.о. директора ФБР і начальник Фелта, оскаржив твердження Фельца у своїй книзі «В Інтернеті Ніксона», написаній спільно з його сином Едом Греєм.

## Роль у Вотергейтському скандалі
17 червня 1972 року поліція заарештувала п'ять чоловік у Демократичному національному комітеті в комплексі Уотергейт у Вашингтоні. У їхньому розпорядженні були $ 2300 (еквівалент сьогодні $ 13,800), інструменти для пограбування, рація, радіосканер для прослуховування поліцейських частоти, камери, 40 рулонів плівки, пістолети зі сльозоточивим газом, електронні пристрої, які вони, очевидно, мали намір розмістити в офісах Демократичного комітету, а також блокноти, що містили телефонний номер офіційного представника Білого дому Е. Говарда Ханта. Одним з них був Джеймс У. МакКорд-молодший, колишній співробітник Центрального розвідувального управління і охоренець Комітету Ніксона з переобрання президента.
Репортери Washington Post Карл Бернштейн і Боб Вудворд відслідковували цю історію протягом двох років. Скандал врешті-решт зачепив багатьох членів Білого дому Ніксона, і Ніксон став єдиним президентом США, який подав у відставку. Вудворд і Бернштейн написали в книзі «Всі люди президента», що ключова інформація в їхньому розслідуванні була отримана від анонімного інформатора, якого вони назвали «глибокою горлянкою».

### Інші імовірні кандидати
Будь-який кандидат, який помер до «розкриття» Фелта як інформатора, перестав відповідати критеріям Вудворда того часу, оскільки Вудворд заявив, що він може вільно розкрити свою особистість, коли інформатор помер.
- Джон Ерліхман: радник Ніксона. Помер у 1999 році.
- Рон Циглер: прес-секретар. Помер у 2003 році.
- Вільям Е. Колбі: голова ЦРУ. Помер у 1996 році.
- Чарльз В. Бейтс: виконавчий директор ФБР, про якого Манн згадував, але вважав менш імовірним, ніж Фелт.
- Вільям С. Салліван: колишній керівник розвідувальних операцій ФБР, звільнений Дж. Едгаром Гувером в 1971 році. Помер у 1977 році.
- Л. Патрік Грей: діючий директор ФБР, який жив лише в чотирьох кварталах від Вудворда, йому висловили звинувачення в документальному фільмі CBS. Помер у 2005 році.
- Роберт Кункель: шеф ФБР з Вашингтонського бюро, якого Манн вважав менш імовірним, ніж Фелт, коли він переїхав до Сент-Луїса через розслідування.
- Корд Мейер: агент ЦРУ запропонував у Кліні Марка Ріблінга : Таємна війна між ФБР і ЦРУ.[3] Проте Вудворд заявив, що «Глибока горлянка» не був частиною розвідувального співтовариства. Помер у 2001 році.
- Раймонд Прайс: Ніксонівський спічрайтер.
- Стівен Булл: адміністративний помічник.
- Техніки секретних служб: Річард Коен стверджував, що це може бути будь-хто, хто в Секретній службі зберігав секретні пристрої Ніксона.
- Річард Обер, керівник програми внутрішнього шпигунства ЦРУ, названої операцією ХАОС.[4]

### Менш імовірні кандидати
- Вільям Ренквіст: наступний голова суду Сполучених Штатів, займав посаду в Міністерстві юстиції на початку адміністрації Ніксона, працюючи на Генерального прокурора Джона Н. Мітчелла. Більше ніж за п'ять місяців до вторгнення в Уотергейт він був призначений до Верховного суду, і йому було б практично неможливо мати доступ до більшої частини інформації, яка приписується «Глибокій горлянці». У лютому 2005 року Дін повідомив, що інформатор «Глибока горлянка» хворий, і якраз тоді стало відомо, що Ренквіст страждає від раку, що спричинило його смерть пізніше цього року. Звіт викликав відродження спекуляцій про те, що Ренквіст був «Глибокою горлянкою». Однак пізніше Вудворд заявив, що заява про те, що «Глибока горлянка» хворів, була непорозумінням.
- Генрі Кіссінджер : радник з питань національної безпеки і державний секретар Ніксона був поза межами країни, коли деякі з дат, про які повідомив Вудворд, співпадали з активністю інформатора «Глибока горлянка».
- Джордж Буш: Був висунутий у лютому 2005 року Едріаном Хавіллом — автором біографії Вудворда і Бернштейна 1993 року, Deep Truth (ISBN 1-55972-172-3
- Генерал Олександр Хейг: Автори Лен Колодні та Роберт Геттлін роздумували у своїй книзі 1991 року «Тихий переворот: усунення президента», що Хейг, можливо, був «Глибокою горлянкою». Помер у 2010 році.
- Діана Сойер: була найнята прес-секретарем Білого дому Роном Циглером, щоб служити в адміністрації Річарда Ніксона. На смертному одрі, прихильник Ніксона Барух Корфф помилково стверджував, що Сойєр була інформатором.
- Бен Штейн: Ніксонський спічрайтер і син економічного радника Ніксона Герберта Штейна ; пізніше актор, політичний коментатор і ведучий ігрового шоу.
- Джеральд Р. Форд: припущення про те, що Форд, можливо, був «Глибокою горлянкою», коли він був претендентом на президентство.
- Пат Бьюкенен: Спеціальним помічником президента був призначений як потенційний кандидат Діном у своїй книзі «Викриття глибокої горла» у червні 2002 року. Б'юкенен неодноразово заперечував цю претензію, заявивши в статті журналу «Тайм» про 30-річчя розірвання Уотергейта, що «Останній раз я співпрацював з “Вашингтон Пост” … в 1952 році, коли я був хлопчиком, який доставляв цю прокляту річ у північно-західному Вашингтоні.». Проте Бьюкенен дуже зацікавився таємницею і мав ряд теорій.
- Сам Річард Ніксон: Існувало деяке припущення, що Ніксон використовував зворотні канали для спілкування з Вудвордом в химерній спробі продемонструвати своє переслідування з боку засобів масової інформації. Ця теорія була значною мірою дискредитована.

## Відображення у мистецтві

### Аудіо-драми
- 3Sol використовував назву Deep Throat, щоб заманити Тайлера Стіла до спроби вбивства в Торчвуд: Великі прибульці серед нас.

### Фільми
- Хал Холбрук грав роль агента «Глибока горлянка» у фільмі «Вся президентська рать» (1976), в якому він виголосив фразу «Слідуй за грошима».
- У комедійному фільмі Дік (1999), «глибокою горлянкою» називають двох дівчаток-підлітків, що вигулюють собак Ніксона, їх зіграли Кірстен Данст і Мішель Вільямс.
- У анімаційному фільмі Nickelodeon Ей Арнольд (2002), Хельга Патакі бере на себе подібну роль під виглядом «Глибокого Голосу». Вона є тіньовим персонажем, який допомагає Арнольду і Джеральду врятувати околицю від злого розробника Альфонса Перрі дю фон Шек через серію анонімних телефонних дзвінків і загадкових порад. Наприкінці фільму її розкривають, і вона, нарешті, визнає свою любов до Арнольда і успішно рятує околицю.
- У шпигунському трилері «Людина, яка зруйнувала Білий дім» (2017), Ліам Нісон грає Марка Фелта.

### Ігри
- У відеогрі Metal Gear Solid (1998), кіборг-ніндзя-інформатор Грей Фокс фігурує під псевдонімом Deepthroat, поки його особистість не стає відомою головному герою Solid Snake.

### Телебачення
- У «Дивакуватих родичах» в епізоді «Channel Chasers», Туті використовує «Глибокий Зуб» таємну персону, щоб допомогти містеру і місіс Тернер проти Вікі.
- У епізоді «Гріфінів» в епізоді «Глибокі горлянки», Керміт Жаба відіграє аналогічну роль, щоб продемонструвати докази корупційності мера Адама Веста Брайану і Стюї.
- У епізоді Сімпсонів «Боб Робертс Сайдшоу» Уелон Смітерс зіграв таку ж роль, як і «Глибока горлянка», коли таємно допомагав дітям Сімпсона знаходити спосіб зняти новообраного мера Спрингфілда, Боба Сайдшоу (він навіть переказав одну із заяв «глибокої горлянки»).
- У телесеріалі «Цілком таємно» був знайдений інформатор, який використовував назву « Глибока горлянка» для зливу інформації агенту Малдеру в ранніх епізодах подібно до зустрічей, описаних Вудвордом.
- У 1-му сезоні Лоїс і Кларк: Нові пригоди Супермена, Перрі Уайт має урядовий контакт під назвою Sore Throat.[5]
- У Фрейзері, сезон 4 епізод 11 «Три дні кондо», Фрейзер зустрічає потайного інформатора в підземному гаражі, який надає йому інформацію.
- У одному з епізодів серіалу «Робоцип» є момент, де затінений чоловік підходить до людини в гаражі. Людина запитує його, чи є він «глибокою горлянкою», але затьмарений чоловік відповідає, що він — Рім Джоб, і каже людині піднятися на Рівень P2.